# Пет кладенци
Пет клàденци е село в Северна България. То се намира в община Бяла, област Русе.

## География, културни и природни забележителности
Селото се намира на 9 км от гр. Бяла по посока за Варна и вляво от главния път. Разположено е в ниско място, защитено от ветрове. През зимата падат дебели снегове.
Въпреки ниската надморска височина, климатът в с. Пет Кладенци е планински. Въздухът е чист и прохладен и през лятото. Благодарение на въздушните течения той се сменя над 400 пъти в денонощие. Липсва преминаващ път, което оправдава липсата на шум и прах в самото село. Пет Кладенци е заобиколено от широколистни и иглолистни гори, разполага и с микроязовир.

## История
Името на селото идва от турски – Беш бунар, което означава пет кладенци. Според легендата в селото е имало пет кладенеца за вода. В днешно време видими са само три от тях.
При референдума през 1946 г. селото е едно от малкото населени места в България, чиито жители гласуват изцяло за монархия. Това дава повод впоследствие селото да е наречено „царско село“.

## Редовни събития
Сборът на селото се провежда всяка година на Димитровден – 26 октомври.В селото е развит селски и риболовен туризъм. Наличието на къща за гости /Къща за гости "Кабакчиев/ го прави удобен за отдих и продължителен престой.
1. ↑  www.grao.bg